# Ilia Biakine
Ilia Vladimirovitch Biakine - en russe : Илья Владимирович Бякин (Il’â Vladimirovič Bâkin), et en anglais : Ilya Byakin- (né le 2 février 1963 à Sverdlovsk en URSS) est un joueur professionnel russe de hockey sur glace devenu entraîneur. Il évolue au poste de défenseur.

## Biographie

### Carrière de joueur
En 1982, il commence sa carrière avec son club formateur de l'Avtomobilist Sverdlovsk dans le championnat d'URSS. La saison suivante, il rejoint le HC Spartak Moscou. Après deux saisons en Suisse et en Allemagne, il est choisi en 1993 au cours du repêchage d'entrée dans la Ligue nationale de hockey par les Oilers d'Edmonton en 11e ronde, en 267e position. Il part alors en Amérique du Nord et débute dans la LNH avec les Oilers. En 1994-1995, il se blesse au rein avec l'Avtomobilist Iekaterinbourg au cours du lock-out de la LNH. Lors de son retour au jeu, il a porté les couleurs des Sharks de San José. Puis, il a joué deux ans dans l'Elitserien avec les Malmö Redhawks. Il retourne en Russie en 1998. En 2004, il met un terme à sa carrière après un titre de champion de Biélorussie avec le HK Iounost Minsk. Il a également remporté la Coupe de Biélorussie cette année-là.

### Carrière internationale
Il a représenté l'URSS puis la Russie au niveau international. Il a remporté la médaille d'or aux Jeux olympiques d'hiver de Calgary en 1988 et la médaille d'or aux championnats du monde de 1989, 1990, 1993 et le bronze en 1991. Il a également participé à des mondiaux dans les catégories de jeunes.

### Carrière d'entraîneur
Il a dirigé les Krylia Sovetov en 2007-2008.

## Trophées et honneurs personnels
Championnat du monde junior
- 1982 : nommé dans l'équipe d'étoiles.
- 1983 : nommé dans l'équipe d'étoiles.
- 1983 : nommé meilleur défenseur.

Championnat du monde
- 1993 : nommé dans l'équipe d'étoiles.

## Statistiques

### En club
| Saison     | Équipe                      | Ligue         |    | Saison régulière | Saison régulière | Saison régulière | Saison régulière | Saison régulière |    | Séries éliminatoires | Séries éliminatoires | Séries éliminatoires | Séries éliminatoires | Séries éliminatoires |
| Saison     | Équipe                      | Ligue         | PJ | B                | A                | Pts              | Pun              | PJ               | B  | A                    | Pts                  | Pun                  |                      |                      |
| 1982-1983  | Avtomobilist Sverdlovsk     | URSS          |    |                  |                  |                  |                  |                  |    |                      |                      |                      |                      |                      |
| 1983-1984  | Spartak Moscou              | URSS          | 44 | 9                | 12               | 21               | 26               |                  |    |                      |                      |                      |                      |                      |
| 1984-1985  | Spartak Moscou              | URSS          | 46 | 7                | 11               | 18               | 56               |                  |    |                      |                      |                      |                      |                      |
| 1985-1986  | Spartak Moscou              | URSS          | 34 | 8                | 7                | 15               | 41               |                  |    |                      |                      |                      |                      |                      |
| 1986-1987  | Avtomobilist Sverdlovsk     | Vyschaïa Liga | 28 | 11               | 7                | 18               | 28               |                  |    |                      |                      |                      |                      |                      |
| 1987-1988  | Avtomobilist Sverdlovsk     | URSS          | 30 | 10               | 10               | 20               | 37               |                  |    |                      |                      |                      |                      |                      |
| 1988-1989  | Avtomobilist Sverdlovsk     | URSS          | 40 | 11               | 9                | 20               | 53               |                  |    |                      |                      |                      |                      |                      |
| 1990-1991  | CSKA Moscou                 | URSS          | 29 | 4                | 7                | 11               | 20               |                  |    |                      |                      |                      |                      |                      |
| 1991-1992  | SC Rapperswil-Jona          | LNB           | 36 | 27               | 40               | 67               | 36               |                  |    |                      |                      |                      |                      |                      |
| 1992-1993  | EV Landshut                 | 1. bundesliga | 44 | 12               | 19               | 31               | 43               |                  |    |                      |                      |                      |                      |                      |
| 1993-1994  | Oilers du Cap-Breton        | LAH           | 12 | 2                | 9                | 11               | 8                | --               | -- | --                   | --                   | --                   |                      |                      |
| 1993-1994  | Oilers d'Edmonton           | LNH           | 44 | 8                | 20               | 28               | 30               | --               | -- | --                   | --                   | --                   |                      |                      |
| 1994-1995  | Blades de Kansas City       | LIH           | 1  | 0                | 2                | 2                | 0                | 16               | 4  | 10                   | 14                   | 43                   |                      |                      |
| 1994-1995  | Sharks de San José          | LNH           | 13 | 0                | 5                | 5                | 14               | --               | -- | --                   | --                   | --                   |                      |                      |
| 1994-1995  | Avtomobilist Iekaterinbourg | Superliga     | 4  | 3                | 2                | 5                | 14               | --               | -- | --                   | --                   | --                   |                      |                      |
| 1995-1996  | Malmö Redhawks              | Elitserien    | 36 | 10               | 15               | 25               | 52               | 3                | 1  | 0                    | 1                    | 19                   |                      |                      |
| 1996-1997  | Malmö Redhawks              | Elitserien    | 47 | 11               | 14               | 25               | 78               | 4                | 0  | 1                    | 1                    | 0                    |                      |                      |
| 1997-1998  | Dragons de San Antonio      | LIH           | 6  | 0                | 1                | 1                | 10               | --               | -- | --                   | --                   | --                   |                      |                      |
| 1997-1998  | Thunder de Las Vegas        | LIH           | 52 | 3                | 7                | 10               | 40               | --               | -- | --                   | --                   | --                   |                      |                      |
| 1998-1999  | Spartak Moscou              | Superliga     | 21 | 3                | 6                | 9                | 24               | --               | -- | --                   | --                   | --                   |                      |                      |
| 1999-2000  | Lada Togliatti              | Superliga     | 37 | 9                | 13               | 22               | 81               |                  |    |                      |                      |                      |                      |                      |
| 2000-2001  | Lada Togliatti              | Superliga     | 35 | 1                | 2                | 3                | 54               |                  |    |                      |                      |                      |                      |                      |
| 2001-2002  | CSKA Moscou                 | Superliga     | 19 | 1                | 9                | 10               | 12               |                  |    |                      |                      |                      |                      |                      |
| 2002-2003  | CSKA Moscou                 | Superliga     | 27 | 1                | 6                | 7                | 16               | --               | -- | --                   | --                   | --                   |                      |                      |
| 2002-2003  | Avangard Omsk               | Superliga     | 15 | 0                | 1                | 1                | 12               | 1                | 0  | 0                    | 0                    | 0                    |                      |                      |
| 2003-2004  | HK Iounost Minsk            | Ekstraliga    | 27 | 8                | 14               | 22               | 34               | 10               | 2  | 2                    | 4                    | 8                    |                      |                      |
| Totaux LNH | Totaux LNH                  | Totaux LNH    | 57 | 8                | 25               | 33               | 44               |                  |    |                      |                      |                      |                      |                      |